# Ованес Каменаці
Ованес Каменаці (Іоанес Кам'янецький, вірм. Հովհաննես Կամենացի; дати життя і смерті невідомі) — вірменський історик XVII століття, автор «Історії Хотинської війни».
Звістки про життя Ованеса вельми недокладні. Він народився і жив у Кам'янець-Подільському, любов до котрого свідчить взяте прізвище. Був вихідцем зі священницької родини. Батька звали Тер-Акоп, мати — Гамайн, молодший брат дістав ім'я Погос. Ованес вирішив торувати батьковою стезею і став кліриком (протоієреєм). Саме на пильне прохання останнього він у 1627 році взявся за написання головної праці життя — «Історії Хотинської війни» (вірм. Պատմութիւն պատերազմին Խոթինու). Вважається, що Каменаці був досить освіченою як для тієї доби людиною, створивши, за оцінкою українського історика Ярослава Дашкевича, «найкращий зразок кам'янецького вірменського літописання».
У Хроніці день за днем детально оповідається перебіг битви під Хотином 1621 року й подальше підписання мирної угоди. Автор ставив за мету не тільки розказати про тривале й кровопролитне бойовище з османським військом (тому-то й назване «війною»), але й, користаючись літературним інструментарієм, викликати у читачів почуття захвату перед героїзмом війська Речі Посполитої й козаків, очолюваних гетьманами Яном-Каролем Ходкевичем і Петром Конашевичем-Сагайдачним. Каменаці з чималою симпатією описує звитяжство, стійкість і винахідливість запорожців та їхнього ватажка.
Сама праця була написана давньовірменською мовою (грабарем), складається зі вступу та 18 глав, виклад завершується оповіддю про вбивство султана Османа II в 1622. Ованес був очевидцем багатьох занотованих подій, тому його «Історія» має значну цінність для вивчення Хотинської битви. Ймовірно, він користався більш ранніми першоджерелами, зокрема польськими, надто Кам'янецькою хронікою Оксента Каменаці. 
Працю Ованеса було виявлено 1953 р. у Матенадарані (рукопис № 2644, л. 229–254) й опубліковано А. С. Анасяном, — сперш російською мовою (1958, переклад Карена Юзбашяна), а відтак в оригіналі (1964).